# Necyla leopoldi
Necyla leopoldi är en insektsart som beskrevs av Navás 1931. Necyla leopoldi ingår i släktet Necyla och familjen fångsländor. Inga underarter finns listade i Catalogue of Life.